# Xihuachi
Xihuachi (kinesiska: 西华池) är en köping i nordvästra Kina. Den ligger i Heshui härad i Qingyang i provinsen Gansu, omkring 380 kilometer öster om provinshuvudstaden Lanzhou. 